# Aluche
Aluche és un barri de Madrid integrat en el districte de Latina. Té una superfície de 284,98 hectàrees i una població de 74.042 habitants (2009). Limita al nord amb Casa de Campo i Campamento, a l'oest i amb Las Águilas, a l'est amb Lucero i Los Cármenes i al sud amb Vista Alegre (Carabanchel). Està delimitat al sud per la Via Carpetana i el Camino de los Ingenieros, a l'oest per l'Avinguda de los Poblados, al nord pel Passeig d'Extremadura, i a l'est pels carrers Duquesa de Parcent, San Manuel, Los Yébenes i Avinguda de Nuestra Señora de Valvanera.

## Història
La seva denominació ve derivada del rierol Luche, afluent del riu Manzanares, i que regava extenses hortes. No obstant això hi ha una altra versió sobre l'origen d'aquest nom, segons la qual vindria derivat de "els/les luches" o "lluita lleonesa", esport tradicional de Lleó, que va ser portat a aquesta població per immigrants lleonesos que venien a la Capital a viure i a treballar.

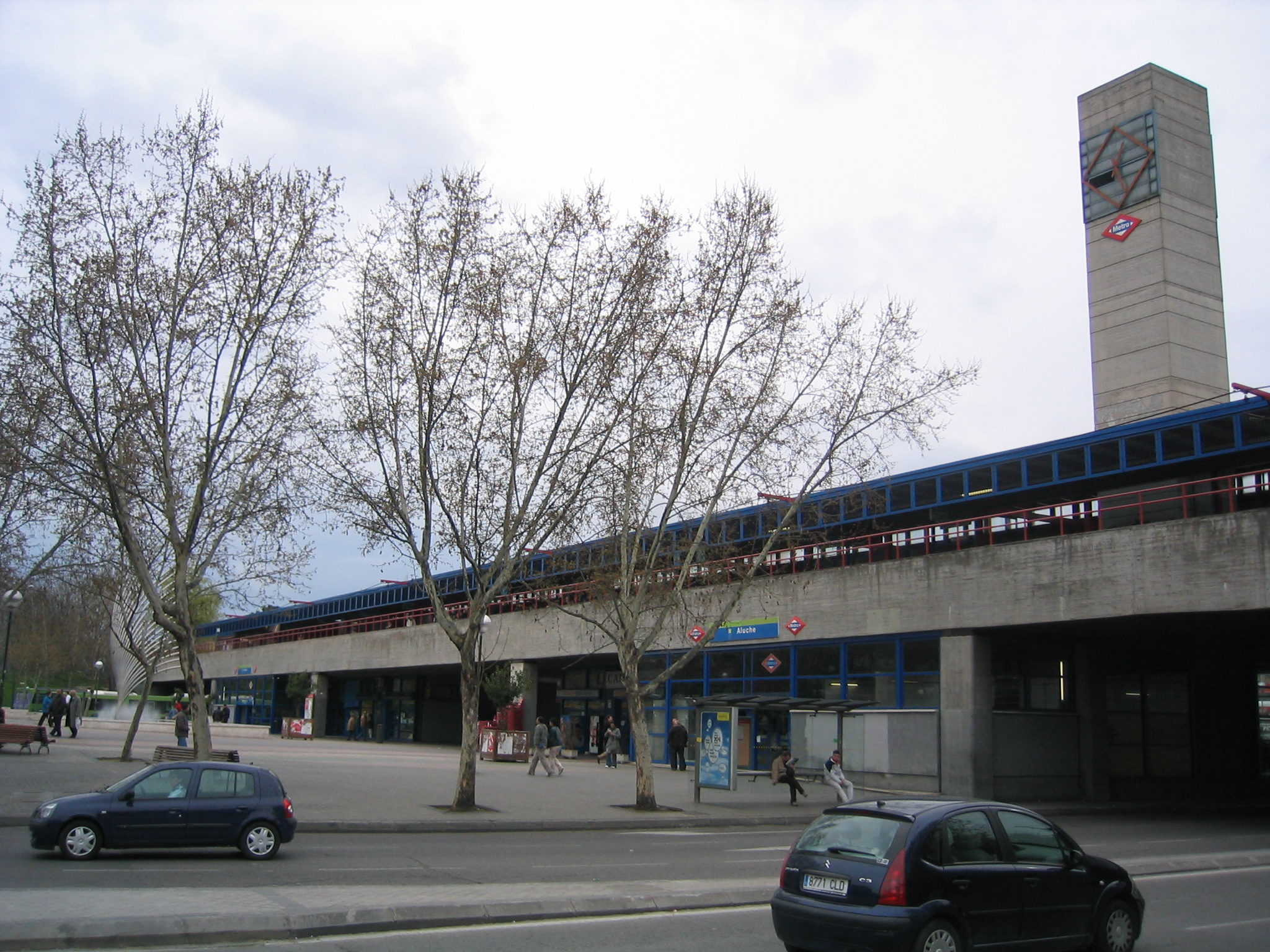
Intercanviador d'Aluche

La veritat és que, en alguna part de l'actual barri, ja hi havia un lloc anomenat Aluche en temps de Felip II, i així se l'anomena en una Reial Cèdula de 26 de març de 1580 sobre delimitació de terrenys de caça: 
| « | "... en passando la Puente Toledana, bolviendo sobre la mano derecha el Rio arriba por lo alto de las barrancas, hasta llegar a la Ermita de San Isidro, y a el Arroyo de Luche, y yendo por el dicho Arroyo arriba, hasta llegar al exido que dizen de Aluche ...". | » |

Un dels seus més importants carrers és el carrer Illescas que comença a la carretera d'Extremadura i acaba a l'Hospital Militar Gómez Ulla. Antigament, amb un recorregut similar, va hi havia el Camí de la Huerta del General i una mica després la Sendera del Soldado, que unia el citat centre sanitari amb les edificacions castrenses de Campament. Prop del lloc en què aquest carrer es creua avui amb el parc d'Aluche, va tenir lloc el famós "crim de l'encaixera" Luciana Rodríguez, el cadàver de la qual va ser descobert per uns pastors el matí del 13 de març de 1932. També, prop d'allí passava el ferrocarril que des de la no gaire llunyana estació de Goya arribava fins a Almorox i que va deixar de funcionar en 1965.
L'actual barri administratiu forma part la Ciutat Parc Aluche, el pla parcial del qual d'ordenació es va acabar en 1960, enfocat al fet que fos no solament un nucli d'habitatges sinó també d'equipaments i serveis suficients per atendre les necessitats dels seus habitants.
L'actual Parc d'Aluche, en els començaments del barri, quan encara era un descampat, separava dues zones de diferents qualitats d'habitatge. En l'occidental, les primeres cases construïdes entorn del carrer Illescas, futur eix comercial, eren de millor qualitat. Aquesta zona estava més cotitzada per la seva proximitat a l'autovia i a la Casa de Campo. Entre les urbanitzacions d'aquesta zona estan la de San Matías, Santa Elena, Los Sauces, la de Copasa, etc. En la part oriental, les primeres construccions van ser habitatges protegits i de baix cost, formant-se barriades molt definides com la de Puerto Chico i Almodóvar, subvencionades i de baix cost. Altres urbanitzacions d'aquesta zona construïdes posteriorment van ser la de San Bruno, aixecada en fases successives, les diverses construïdes pel grup Indocasa, les diferents fases de diamant, etc.
Aluche és un dels barris de més sorprenent desenvolupament a Madrid a causa que ha passat d'estar mal comunicat, a ser un dels que millor ho estan a Madrid. L'arrencada del seu gran desplegament va venir a conseqüència de la inauguració del metro el 6 de gener de 1961, que s'enllaçaria 5 anys més tard amb la línia 5 de metro.
Un dels assumptes recurrents durant els primers anys del segle XXI va ser el destí dels terrenys de l'antiga presó de Carabanchel, que limita amb el barri. Malgrat l'oposició dels veïns, el 2005 s'hi va fer un dels nou Centre d'internament d'estrangers que hi ha a l'estat espanyol, així com la comissaria del Districte de Latina.

## Transports
Metro: Estacions d'Aluche, Eugenia de Montijo, Empalme i Campamento de la Línia 5